# 田中博康
田中 博康（たなか ひろやす、1985年12月5日 - ）は、日本中央競馬会 (JRA) 美浦トレーニングセンターに所属する調教師、元騎手。埼玉県新座市出身。新座市立第五中学校卒業。愛称は「タナパク」。

## 来歴

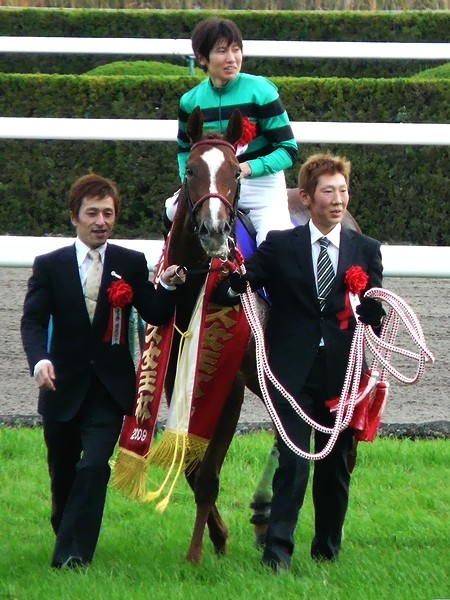
騎手時代
(2009年エリザベス女王杯)

偶然テレビでアグネスフライトが勝った2000年の日本ダービーを見て騎手を志す。中学3年のころから乗馬を始め、卒業を前に競馬学校受験を志望するも願書の受付が間に合わなかったことから、高校に通いながら受験勉強を行うこととなった。高校1年（21期生の入学試験）のときには不合格だったが、翌年2度目の試験で合格し、22期生として競馬学校に入学した。同期には北村友一、千葉直人、的場勇人らがいる。
2006年、美浦トレーニングセンターの高橋祥泰厩舎所属騎手としてデビュー。初年度は4勝にとどまったが、2007年は44勝と勝ち星を伸ばした。
2009年にはシルクメビウスでユニコーンステークスを制し重賞初勝利。秋になるとエリザベス女王杯をクィーンスプマンテで優勝し、初のJRA・GI競走制覇を果たした。この年、シルクメビウスとのコンビでジャパンダートダービー、ジャパンカップダートで2着に入るなどG1戦線で活躍し、クイーンスプマンテとのコンビで日本国外遠征も果たした（香港カップ騎乗で結果は10着）。 
2011年4月12日から年内いっぱいまでフランスに遠征。5月14日のフォンテーヌブロー競馬場第3レースでApril Love Songに騎乗して優勝し、フランスでの初騎乗で初勝利を挙げた。秋には凱旋門賞に出走するために日本から現地入りしたヒルノダムールの調教を担当した。11月14日にはベルギーのモンス競馬場にてApril Love Songに騎乗して勝利。これはベルギーにおけるJRA所属騎手の初勝利となった。フランスのトップトレーナーであるアンドレ・ファーブルのもとでは、後にブリーダーズカップ・ターフを勝利したタリスマニックの調教にも騎乗している。
遠征から帰国後の2012年は飛躍が期待されたが、勝ち星を伸ばせず前年を除けば自己最低の成績に終わった。
2016年12月8日、JRAより2017年度調教師試験に合格したことが発表された。なお、田中はこの年初めて調教師試験を受験し、一発で合格している。
2017年2月26日の中山競馬での騎乗が最終騎乗となり、同年2月28日付で騎手を引退。
同年3月1日付で調教師免許を取得したが、暫くは厩舎は開業せず技術調教師として活動する。
2017年12月18日、JRAより2018年3月1日付で美浦トレーニングセンターにて調教師として新規開業することが発表された。2018年3月1日付で厩舎を開業。
2022年5月15日、東京競馬第6競走をセブンデイズで勝利してJRA通算100勝を達成した。
2024年、勝率0.239でJRA賞最高勝率調教師となり、さらに勝率・1馬房あたりの勝利度数・獲得賞金・出走回数の得点により決定されるJRA賞優秀技術調教師を初めて受賞した。

## 騎乗成績
| 年度   | 1着 | 2着 | 3着 | 騎乗数 | 勝率 | 連対率 | 複勝率 |
| ------ | --- | --- | --- | ------ | ---- | ------ | ------ |
| 2006年 | 4   | 8   | 8   | 223    | .018 | .054   | .090   |
| 2007年 | 44  | 29  | 33  | 737    | .060 | .099   | .144   |
| 2008年 | 22  | 28  | 30  | 687    | .032 | .073   | .116   |
| 2009年 | 25  | 21  | 29  | 544    | .046 | .085   | .138   |
| 2010年 | 13  | 19  | 20  | 517    | .025 | .062   | .101   |
| 2011年 | 0   | 1   | 4   | 65     | .000 | .015   | .077   |
| 2012年 | 2   | 5   | 6   | 328    | .006 | .021   | .040   |
| 2013年 | 5   | 3   | 4   | 230    | .022 | .035   | .052   |
| 2014年 | 7   | 3   | 8   | 180    | .039 | .056   | .100   |
| 2015年 | 6   | 6   | 7   | 141    | .043 | .085   | .135   |
| 2016年 | 1   | 0   | 1   | 68     | .015 | 0.15   | .029   |
| 2017年 | 0   | 0   | 0   | 7      | .000 | .000   | .000   |
| 中央   | 129 | 123 | 150 | 3727   | .035 | .068   | .108   |
| 地方   | 4   | 3   | 0   | 24     | .167 | .292   | .292   |
| 海外   | 0   | 0   | 0   | 1      | .000 | .000   | .000   |
| 通算   | 133 | 126 | 150 | 3752   | .035 | .069   | .109   |

（2020年6月16日現在 JRA騎手名鑑より）
|            | 日付           | 競馬場・開催  | 競走名               | 馬名               | 頭数 | 人気 | 着順 |
| ---------- | -------------- | ------------- | -------------------- | ------------------ | ---- | ---- | ---- |
| 初騎乗     | 2006年3月4日   | 1回中京1日5R  | 4歳上500万下         | ペイルローズ       | 16頭 | 7    | 13着 |
| 初勝利     | 2006年3月18日  | 1回中京5日6R  | 4歳上500万下         | タイキエンデバー   | 16頭 | 1    | 1着  |
| 重賞初騎乗 | 2007年4月21日  | 1回福島7日11R | 福島牝馬ステークス   | マイネルーシッド   | 16頭 | 15   | 11着 |
| 重賞初勝利 | 2009年6月6日   | 3回東京5日11R | ユニコーンステークス | シルクメビウス     | 16頭 | 1    | 1着  |
| GI初騎乗   | 2007年10月21日 | 4回京都7日11R | 菊花賞               | ブルーマーテル     | 18頭 | 15   | 13着 |
| GI初勝利   | 2009年11月15日 | 5回京都4日11R | エリザベス女王杯     | クィーンスプマンテ | 18頭 | 11   | 1着  |

### 主な騎乗馬
※括弧内は当該馬の優勝重賞競走、太字はGI級競走
- シルクメビウス（2009年ユニコーンステークス、2010年東海ステークス、ブリーダーズゴールドカップ）
- クィーンスプマンテ（2009年エリザベス女王杯）

## 調教師成績
|            | 日付           | 競馬場・開催  | 競走名                 | 馬名               | 頭数 | 人気 | 着順 |
| ---------- | -------------- | ------------- | ---------------------- | ------------------ | ---- | ---- | ---- |
| 初出走     | 2018年3月10日  | 2回中山5日3R  | 3歳未勝利              | トリニティハート   | 15頭 | 9    | 14着 |
| 初勝利     | 2018年3月25日  | 2回中京6日8R  | 4歳上500万下           | エジステンツァ     | 12頭 | 8    | 1着  |
| 重賞初出走 | 2018年7月22日  | 2回函館6日11R | 函館2歳ステークス      | ホールドユアハンド | 16頭 | 5    | 14着 |
| 重賞初勝利 | 2023年1月29日  | 1回東京1日11R | 根岸ステークス         | レモンポップ       | 16頭 | 1    | 1着  |
| GI初出走   | 2018年12月28日 | 5回中山9日11R | ホープフルステークス   | コスモカレンドゥラ | 13頭 | 8    | 4着  |
| GI初勝利   | 2023年2月19日  | 1回東京8日11R | フェブラリーステークス | レモンポップ       | 16頭 | 1    | 1着  |

### 表彰歴
- JRA賞最高勝率調教師（2024年）
- JRA賞優秀技術調教師（2024年）

### 主な管理馬
※括弧内は当該馬の優勝重賞競走、太字はGI級競走。
- レモンポップ（2023年根岸ステークス、フェブラリーステークス、マイルチャンピオンシップ南部杯、チャンピオンズカップ、2024年さきたま杯、マイルチャンピオンシップ南部杯、チャンピオンズカップ）
- ローシャムパーク（2023年函館記念、オールカマー）
- レーベンスティール（2023年セントライト記念、2024年エプソムカップ、オールカマー）
- ミッキーファイト（2024年レパードステークス、名古屋大賞典、2025年アンタレスステークス、帝王賞）
- アロヒアリイ（2025年ギヨームドルナノ賞）

出典: